# Paint Your Wagon
Paint Your Wagon is een Amerikaanse film uit 1969 van Joshua Logan met in de hoofdrollen Clint Eastwood, Lee Marvin en Jean Seberg.
De film speelt zich af in een mijnwerkersstadje tijdens de Californische goldrush en is losjes gebaseerd op de gelijknamige musical van Alan Jay Lerner en Frederick Loewe die op 12 november 1951 in première ging. Paint Your Wagon ging ver over het budget en flopte vervolgens in de bioscopen. Ook de critici waren slecht te spreken over een film die werd omschreven als een vreemde mix van een komedie, een musical en een western. Uiteindelijk zou de film in de loop der jaren nog 31,7 miljoen dollar opbrengen, maar dat was te laat voor regisseur Joshua Logan, die zeker tien jaar geen film meer mocht regisseren.

## Verhaal
Als goudzoeker Ben Rumson het slachtoffer van een ongeluk begraaft, ontdekt hij goud bij het graf. Hij neemt gelijk een claim op het land en besluit samen te gaan werken met de broer van het slachtoffer, die het ongeluk heeft overleefd. Rumson ziet de man als zijn partner en geeft hem de bijnaam 'Pardner'. Pardner is van oorsprong boer, maar was van plan goud te gaan zoeken met zijn broer. Hij staat nogal wantrouwig tegenover de dronken en amorele Rumson, die echter zweert trouw te zijn aan zijn partners. Het nieuws van de goudvondst doet al snel een mijnwerkersstadje ontstaan bestaande uit tenten, onder de naam No Name City (de stad zonder naam). De bevolking bestaat volledig uit mannen met alle seksuele frustraties van dien. Als een Mormoon in de stad komt met twee vrouwen beginnen de mijnwerkers te morren. Ze eisen dat de Mormoon een van zijn vrouwen verkoopt aan de hoogste bieder. Het is Runsom die in bezit komt van de tweede vrouw van de Mormoon, Elizabeth. Het meisje blijkt echter een ware rebel die al lang blij is dat ze weg is uit de 'harem' van haar oorspronkelijk echtgenoot. Al tijdens haar huwelijksnacht dreigt Elizabeth om Rumson dood te schieten als hij haar niet respectvol behandeld. Ze eist een eigen huis en Rumson is al snel bezig mannen te ronselen om een blokhut voor zijn bruid te bouwen. Intussen blijft de seksuele frustratie in het kamp zich uitbreiden en als het nieuws komt dat er zes Franse prostituees verblijven in een stadje in de buurt, besluiten de mijnwerkers de vrouwen te kidnappen. Rumson neemt de leiding van de groep ontvoerders en laat zijn vrouw achter onder de hoede van zijn vriend Pardner. Elizabeth en Pardner worden echter al snel verliefd op elkaar. Elizabeth geeft aan dat ze ook van Rumson houdt en volgens haar moet het mogelijk zijn om als Mormoonse vrouw met twee mannen getrouwd te zijn. Tot ieders verbazing accepteert Runsom het 'Mormoonse huwelijksmodel' en de drie leven samen in een stadje dat maar blijft groeien. Er komen ook andere inwoners dan alleen mijnwerkers, zoals een predikant die de losgeslagen mijnwerkers op het rechte pad wil brengen. Een groepje kolonisten dat amper kan ontsnappen aan de sneeuw trekt in bij Elizabeth. Aangezien Rumson weer eens weg is, beschouwt de familie Pardner als haar echtgenoot. Als Rumson echter een van de kolonisten blootstelt aan de verleidingen van het lokale bordeel, gooit Elizabeth hem er samen met Pardner uit. Inmiddels begint het goud op te raken en Ben ontdekt dat veel goudstof tussen de houten vloerplanken van de vele saloons in de stad is gezakt en dat er vermoedelijk voor een fortuin aan goud onder de grond van de stad ligt. Samen met een aantal mijnwerkers begint hij de stad te ondermijnen om bij het stofgoud te komen. Tijdens een groot gevecht in de stad gebeurt het onvermijdelijke, de ondermijnde stad stort in en wordt verzwolgen door de aarde. Rumson besluit verder te trekken naar het volgende goudveld en laat zijn bruid over aan Pardner. De laatste legt de ruzie met Elizabeth bij en gaat met haar samenwonen.

## Rolverdeling
| Acteur         | Personage          |
| -------------- | ------------------ |
| Clint Eastwood | Pardner            |
| Lee Marvin     | Ben Rumson         |
| Jean Seberg    | Elizabeth          |
| Harve Presnell | Rotten Luck Willie |
| Ray Walston    | Mad Jack Duncan    |
| H.B. Haggerty  | Steve Bull         |
| Tom Ligon      | Horton Fenty       |

## Achtergrond

### Voorgeschiedenis
Eind 1951 ging de originele musical Paint Your Wagon van Lerner en Loewe in première. In 1957 wilden Louis B. Mayer en Jack Cummings de musical verfilmen. John Lee Mahin schreef een scenario en Alan Jay Lerner schreef samen met componist Arthur Schwartz nieuwe liedjes. Acteur Gary Cooper werd gekozen als Ben Rumson en alle lichten voor de productie stonden op groen toen Louis B. Mayer overleed en het project werd stopgezet. Pas halverwege de jaren zestig kwam er weer schot in de zaak. In 1965 had 20th Century Fox een onverwacht grote hit met een verfilming van een musical uit de jaren vijftig, The Sound of Music. Producenten van andere filmstudio's gingen nu ook op zoek naar andere musicals die verfilmd konden worden. Al snel werd ook Paint Your Wagon uit de mottenballen gehaald. Inmiddels was het echter al 1969 en de hernieuwde populariteit van musicals was alweer verdwenen, zeker bij het jongere publiek. Dr. Dolittle uit 1967 was al geflopt en Hello, Dolly! zou in 1969 ook floppen. Maar producent Alan Jay Lerner was vastbesloten om Paint Your Wagon te maken. Hij hield zich vast aan het succes van verfilming van een andere Lerner/Loewe musical Camelot in 1967 en legde de regisseur van deze productie, Joshua Logan, gelijk vast. Er was echter nog een maar, Lerner zelf had totaal geen ervaring als producent van films.

### Scenario
Het libretto van Lerner uit 1951 bleek onbruikbaar en scenarist Paddy Chayefsky werd gevraagd een nieuw verhaal te schrijven op basis van de musical uit 1951. Chayefsky was echter meer een schrijver van televisiedrama's en scenario's voor realistische filmdrama's als Marty, het Oscarwinnende drama over een slager die er maar niet in slaagt een vrouw te vinden, en niet van muzikale komedies. Desondanks accepteerde hij de opdracht en begon het verhaal te herschrijven. In het originele libretto is sprake van liefdesverhouding tussen Jennifer, een Amerikaanse en Julio, een Mexicaan. Dat was in 1951 misschien baanbrekend, maar in 1969 was dit thema inmiddels achterhaald. Chayefsky handhaafde de begrafenis en het vinden van goud bij het graf, alsmede de Mormoon en zijn twee vrouwen uit het oorspronkelijke libretto. Hij werkte het personage van Elizabeth meer uit en voegde Pardner toe. Jennifer, de dochter van Rumson en haar Mexicaan Julio verdwenen geheel uit het verhaal. Ook verdween het overlijden van Ben Rumson uit het verhaal, in de film blijft dit personage gewoon leven. Wat ook bleef was het mijnwerkersstadje dat echter niet langer Rumson City heette, maar No Name City werd gedoopt. Chayefsky handhaafde de liefdesdriehoek tussen Elizabeth en twee mannen, maar verving het personage van de mijnwerker Edgar Crocker door Pardner. De driehoeksverhouding tussen Pardner, Elizabeth en Ben Rumson werd het centrale thema van de film, waarmee Chayefsky aansloot op de tijdgeest van eind jaren zestig met vrije liefde en hippiecommunes. De grote finale van de film, het instorten van de stad als gevolg van de vele tunnels die er onder zijn gegraven door de mijnwerkers op zoek naar goud, bleek echter al eerder gebruikt. Dat was in de film What Did You Do in the War, Daddy? van Blake Edwards uit 1966, waarin tijdens de Tweede Wereldoorlog bankovervallers allerlei tunnels onder een stad graven om een bank te beroven, waarna het Amerikaanse leger dat de stad aan het veroveren is door de ondermijnde straten zakt.

### Acteurs
Aanvankelijk zou Bing Crosby de rol van Ben Rumson spelen, maar die haakte af toen hij hoorde dat de opnamen in de wildernis van Oregon zouden worden gemaakt en redelijk lang konden duren. Lerner koos toen Lee Marvin. De acteur was echter bezig met de voorbereiding van de film The Wild Bunch en kon pas worden overgehaald toen hij een miljoen dollar kreeg voor zijn rol. Eigenlijk was Marvin met zijn 44 jaar te jong voor de rol, zes jaar ouder dan Clint Eastwood die de rol van veel jongere Pardner kreeg. Eastwood kreeg 750.000 dollar voor zijn rol en een percentage in de winst. Zijn productiemaatschappij The Malpaso Company was betrokken bij de productie van de film. De keuze voor Eastwood voor de rol van Pardner was overigens geen gelopen race. Aanvankelijk was George Maharis een grote concurrent. Voor de rol van Elizabeth zocht Lerner contact met Lesley Ann Warren en later Sally Ann Howes, maar die zagen af van de eer. Ook Kim Novak weigerde de rol, waarna Diana Rigg werd gecontracteerd. Ze werd echter ziek en vervangen door Jean Seberg.

### Productie
De opnames voor Paint Your Wagon waren een nachtmerrie. De film was begroot op 10 miljoen dollar, maar aan het einde van de opnames was dit bedrag verdubbeld. Het was zo'n chaos op de set dat Clint Eastwood, wiens Malpaso Company bij de productie was betrokken, zich voornam om zelf regisseur te worden en films te gaan maken binnen het budget en zo efficiënt mogelijk. Producent Alan Jay Lerner had nog nooit eerder een film geproduceerd en de klus was duidelijk te veel voor hem. De kosten rezen gelijk de pan uit toen besloten werd op locatie te film in de wildernis van Oregon, bij de Cascade Mountains, ongeveer 80 kilometer verwijderd van de dichtstbijzijnde stad Baker. Daar werd door decorbouwer John Truscott voor 2,4 miljoen dollar een complete mijnwerkersstad gebouwd, en een tentenkamp dat het stadje moest voorstellen voor de goudvondsten. Elke dag moesten de acteurs en de filmploeg met helikopters worden binnengevlogen omdat het dichtstbijzijnde hotel in Baker was. De kosten voor dit transport bedroegen 80.000 dollar per dag. Aanvullende opnames werden gemaakt bij het Big Bear Lake in Californië en in het San Bernardino National Forest. Regisseur Joshua Logan bleek een pietje precies en werkte uiterst zorgvuldig en langzaam, hetgeen het aantal opnamedagen fors opvoerde. Er werd gefilmd tussen mei-oktober 1969. Producent Lerner werd op zeker moment zo razend over het werktempo van Logan dat hij hem ontsloeg en assistent-regisseur Tom Shaw de film liet afmaken. Problemen waren er ook met de acteurs. Volgens verhalen was Lee Marvin tijdens de opnames constant dronken en kregen Eastwood en Seberg een affaire die weer de nodige problemen gaf met de man van de actrice. De hippies die waren ingehuurd als figuranten gingen op zeker moment in staking omdat ze meer geld wilden. De oorspronkelijke musical van Lerner en Loewe was met name een succes dankzij de choreografie van Agnes deMille. Merkwaardig genoeg vond Lerner het echter niet nodig om voor de film een choreograaf in te huren. De kosten bleven echter stijgen en noch Lerner, noch iemand anders lette op de uitgaven. Zo werd een stel paarden die nodig waren voor een bepaalde scene maandenlang stand-by gehouden, terwijl de uiteindelijke opnames maar een week duurden. Toen na vier maanden de winter inviel, moest de filmploeg uitwijken naar Hollywood, waar de decors opnieuw werden opgebouwd voor aanvullende opnames.

## Muziek

### Algemeen
Speciaal voor de film schreef Nelson Riddle de aanvullende muziek naast de liedjes van Lerner en Loewe, en kreeg hier een Oscarnominatie voor. Omdat het libretto van de oorspronkelijke musical uit 1951 grotendeels was veranderd, verdween ook een aantal liedjes, terwijl andere nummers op een andere plaats terechtkwamen. Dirigent/componist André Previn schreef muziek voor de nieuwe liedjes op tekst van Alan Jay Lerner. Lee Marvin en Clint Eastwood zingen zelf in de film. Marvin had zelfs een hit in Engeland met het nummer Wand'rin' Star. Dit ondanks het commentaar van actrice Jean Seberg die Marvins stem omschreef als 'regenwater dat door een roestige regenpijp gorgelt'. Hoewel actrice Jean Seberg wekenlang oefende op het zingen van haar liedjes in film, kon ze in de studio vrijwel geen noot meer zingen van de zenuwen. Haar stem werd om die reden opnieuw ingezongen door Anita Gordon.

### Liedjes
- "I'm On My Way" (Alan Jay Lerner/ Frederick Loewe). Gezongen door het koor
- "I Still See Elisa" (Alan Jay Lerner/ Frederick Loewe). Gezongen door Clint Eastwood
- "The First Thing You Know" (Alan Jay Lerner/André Previn). Gezongen door Lee Marvin
- "Hand Me Down That Can Of Beans" (Alan Jay Lerner/ Frederick Loewe). Gezongen door The Nitty Gritty Dirt Band.
- "They Call The Wind Maria" (Alan Jay Lerner/ Frederick Loewe). Gezongen door Harve Presnell
- "Whoop-Ti-Ay!" (Alan Jay Lerner/ Frederick Loewe). Gezongen door het koor
- "A Million Miles Away Behind The Door" (Alan Jay Lerner/ Frederick Loewe). Gezongen door Anita Gordon
- "I Talk To The Trees" (Alan Jay Lerner/ Frederick Loewe). Gezongen door Clint Eastwood
- "There's A Coach Comin' In" (Alan Jay Lerner/ Frederick Loewe). Gezongen door Harve Presnell
- "The Gospel Of No Name City" (Alan Jay Lerner/André Previn). Gezongen door Alan Dexter
- "The Best Things in Life Are Dirty" (Alan Jay Lerner/ Frederick Loewe). Gezongen door Lee Marvin, Ray Walston en Clint Eastwood
- "Wand'rin' Star" (Alan Jay Lerner/ Frederick Loewe). Gezongen door Lee Marvin
- "Gold Fever" (Alan Jay Lerner/ Frederick Loewe). Gezongen door Clint Eastwood
- "Finale (I'm On My Way)" (Alan Jay Lerner/ Frederick Loewe). Gezongen door Lee Marvin, Ray Walston en het koor

## Ontvangst
De film kwam uit in oktober 1969 in een tijd dat de musical eigenlijk alweer uit de mode was sinds de kortstondige opleving met The Sound of Music. De critici vonden de film maar een vreemde mix van een western, komedie en musical. Omdat er in de film werd gevloekt ('hell' (hel) en 'damn' (verdomme)) kreeg de film de aanduiding 'M' (van mature=volwassen), alleen geschikt voor volwassenen. De eerste keer dat een musical zo werd beoordeeld. De film duurde daarbij nog eens bijna drie uur, erg lang voor een gemiddelde Amerikaanse film. Ondanks de slechte kritieken en bovenstaande nadelen bracht de film 14,5 miljoen dollar op en was daarmee het zesde grote succes aller tijden voor Paramount. Helaas wogen de inkomsten niet op tegen de - voor 1969 - enorme uitgaven van 20 miljoen dollar. Paramount bracht de film opnieuw in roulatie in een ingekorte versie waarbij een groot deel van de liedjes verdwenen was. Een ingreep die weer werd hersteld toen de film aan de televisie werd verkocht. In de loop der jaren kwam er meer geld binnen en uiteindelijk bracht de film in totaal 31,7 miljoen op. Maar dat was later. In 1969 werd de film bestempeld als een megaflop. Regisseur Joshua Logan kwam op een zijspoor te staan en zou zeker tien jaar lang geen film meer maken. Ook Lerner hield het voor gezien. Paint Your Wagon was niet alleen zijn eerste film als producent, maar gelijk ook zijn laatste.

## Prijzen en nominaties
- Genonimeerd voor een Oscar voor Beste muziek voor een muziekfilm (Nelson Riddle)
- Genomineerd voor een Golden Globe voor Beste Acteur in een muziekfilm (Lee Marvin)